# Phthiria socotrae
Phthiria socotrae är en tvåvingeart som beskrevs av Greathead och Neal L. Evenhuis 2001. Phthiria socotrae ingår i släktet Phthiria och familjen svävflugor. Inga underarter finns listade i Catalogue of Life.